# Myrmica punctiventris
Myrmica punctiventris är en myrart som beskrevs av Julius Roger 1863. Myrmica punctiventris ingår i släktet rödmyror, och familjen myror. Inga underarter finns listade i Catalogue of Life.

## Bildgalleri

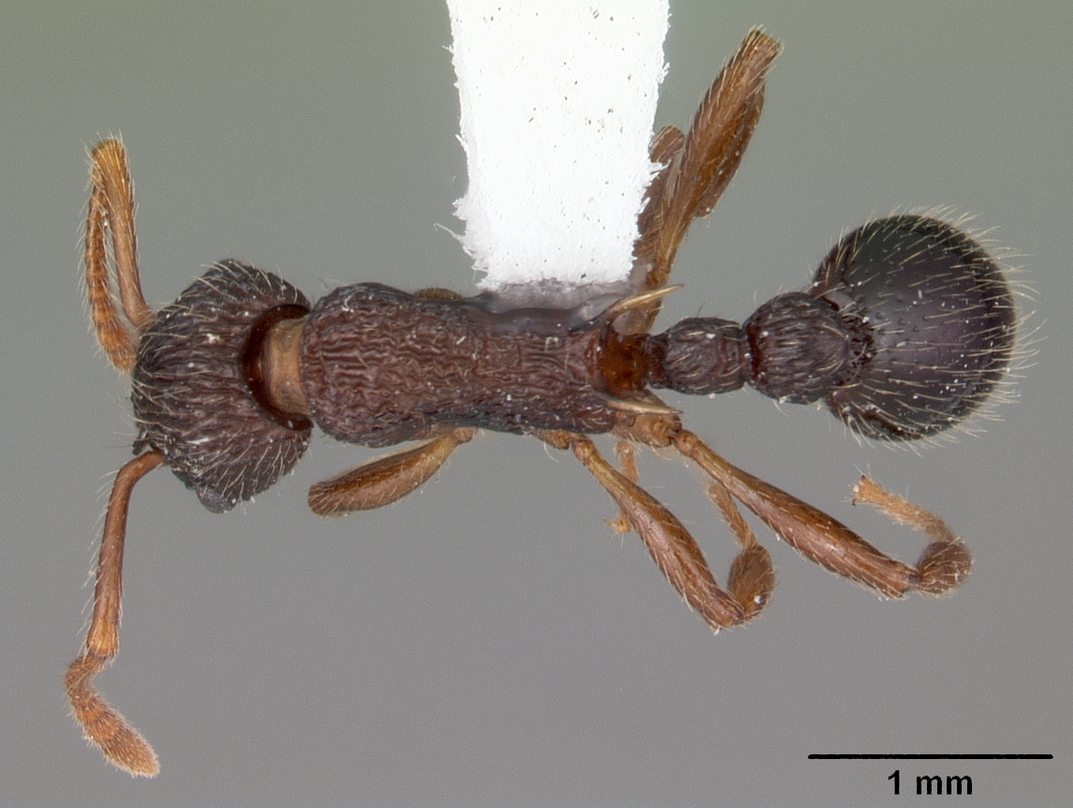
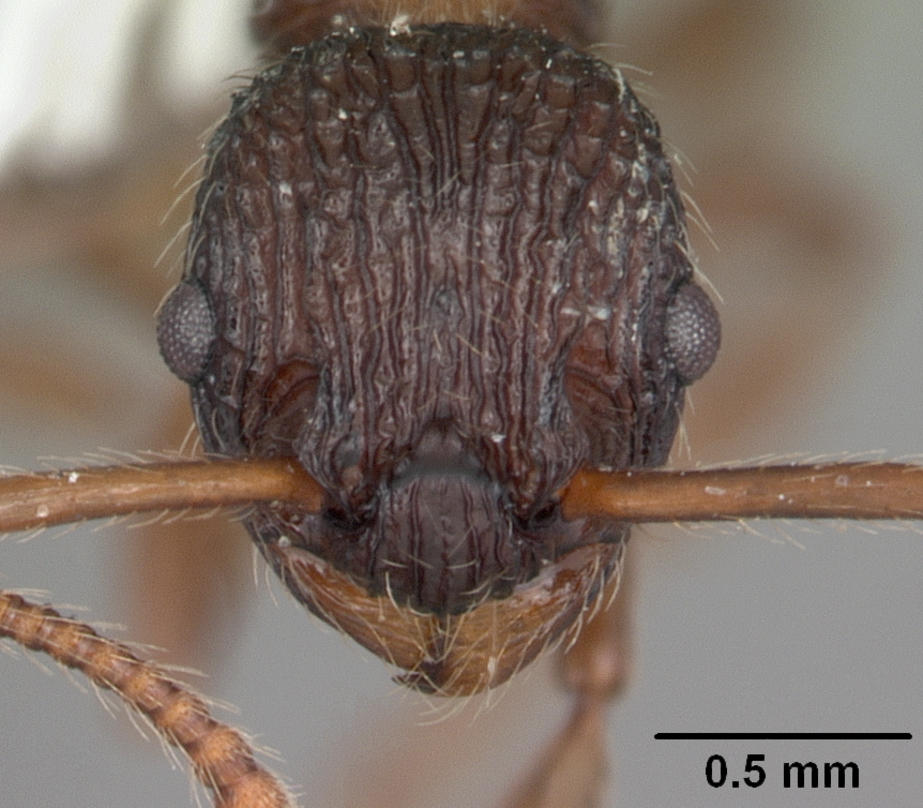
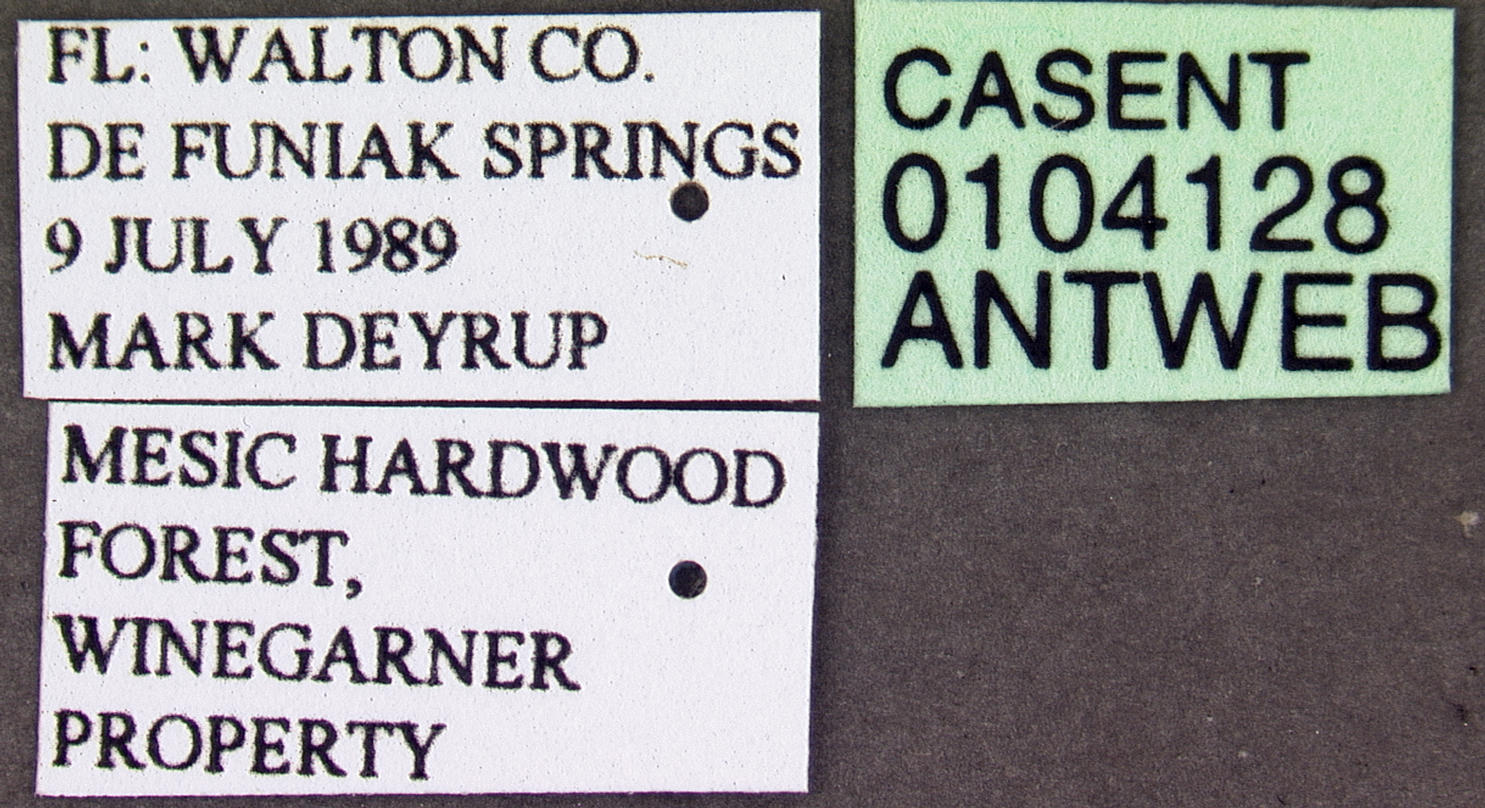
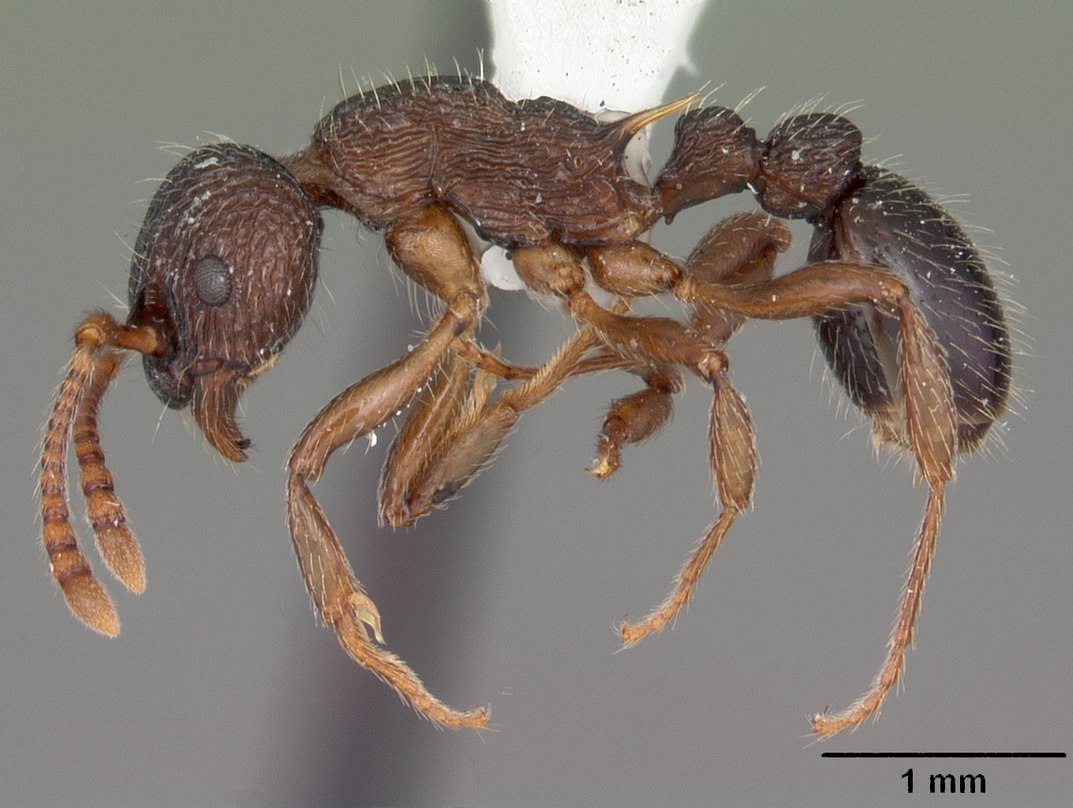